# The Karate Kid (película de 1984)
The Karate Kid (titulado Karate Kid: el momento de la verdad en España) es una película dramática de artes marciales estadounidense de 1984 dirigida por John G. Avildsen y escrita por Robert Mark Kamen. 
Es la primera entrega de la franquicia Karate Kid y está protagonizada por Ralph Macchio, Noriyuki "Pat" Morita, Elisabeth Shue y William Zabka. The Karate Kid sigue la historia de Daniel LaRusso (Macchio), un adolescente italoestadounidense de Nueva Jersey que se muda con su madre viuda al barrio de Reseda de Los Ángeles. Allí, LaRusso se enfrenta al acoso de matones, uno de los cuales es Johnny Lawrence (Zabka), el exnovio del interés amoroso de LaRusso, Ali Mills (Shue). Como resultado, un veterano de guerra llamado Sr. Miyagi (Morita) le enseña kárate a LaRusso para ayudarlo a defenderse y competir en un torneo de kárate contra sus matones.
Columbia Pictures se acercó a Kamen para componer una película similar al éxito anterior de Avildsen, Rocky (1976), después de contratar al director. Kamen se inspiró en los acontecimientos de la vida real de la historia de un estudiante de Tum Pai de 8 años en Hawái al escribir la película. Como resultado, mantuvo fuertes opiniones con respecto al elenco y solicitó enérgicamente la inclusión de Morita. Los preparativos para la película comenzaron inmediatamente después de que se completó la edición final del guion, y el casting se llevó a cabo entre abril y junio de 1983. La fotografía principal comenzó el 31 de octubre de 1983 en Los Ángeles y se completó el 16 de diciembre. Fue el segundo papel importante de Macchio después de The Outsiders (1983). 
The Karate Kid se estrenó en los Estados Unidos el 22 de junio de 1984. La película recibió críticas en su mayoría positivas de los críticos, muchos de los cuales elogiaron las secuencias de acción, la escritura, los temas, las actuaciones y la música. La película también fue un éxito comercial, recaudando más de 130 millones de dólares en todo el mundo, lo que la convierte en una de las películas más taquilleras de 1984 y el mayor éxito del año en Hollywood. La película revitalizó la carrera actoral de Morita, quien anteriormente era conocido principalmente por papeles cómicos, y le valió una nominación al Premio de la Academia al Mejor Actor de Reparto.
La película permitió el surgimiento de una franquicia que continuó con Karate Kid II (1986), Karate Kid III (1989), El nuevo Karate Kid (1994), la serie de televisión Cobra Kai (2018-presente) y la adaptación The Karate Kid (2010),por lo que se le atribuye la popularización del kárate en los Estados Unidos.

## Argumento
La película comienza en septiembre de 1984 con la llegada de Daniel LaRusso (Ralph Macchio) junto con su madre, Lucille LaRusso (Randee Heller) a su nuevo hogar en un suburbio de Los Ángeles, California, provenientes de Nueva Jersey. A los pocos minutos de llegar, entabla amistad con un joven llamado Freddy Fernández (Israel Juarbe) que vive en su mismo edificio, quien lo invita a participar en una actividad recreativa en la playa. Antes de partir, Daniel va en busca del conserje para reparar una llave de su departamento. Cuando entra en la conserjería, se da cuenta de que el conserje es un anciano japonés, el señor Miyagi (Pat Morita).
Cuando se encontraba en la playa con sus nuevos amigos, casualmente conoce a Ali Mills (Elizabeth Shue), una hermosa joven con la que entabla amistad inmediatamente. Pero mientras conversaban tranquilamente, irrumpe un grupo de jóvenes en motocicletas liderados por el violento Johnny Lawrence (William Zabka), quien además es el exnovio de Ali. Este trata de hablar con Ali, pero como ella lo rechaza, reacciona violentamente destrozando la radio de ella. Daniel trata de calmar la situación, pero es agredido por Johnny, quien le da una paliza. Daniel cae al suelo vencido y la pandilla se retira del lugar. Sus nuevos amigos lo abandonan, y Ali trata de ayudarlo, pero él le pide que lo deje solo.
Al día siguiente su madre lo ve con hematomas en un ojo producto de la riña, pero él le dice que fue por un accidente y se dirige a la escuela. Una vez allá se encuentra con Ali durante un partido de fútbol, pero para su mala suerte, en el equipo contrario jugaban los chicos de la pandilla que lo golpeó, por lo que termina enfrentándose a golpes con uno de ellos que lo había lanzado al suelo intencionalmente. Tras ser expulsado del partido, Daniel se dirige a su casa, donde practica algunas patadas de karate con la ayuda de un libro. Mientras estaba en ello, llega al departamento el señor Miyagi, quien lo observa practicar sin emitir mayores comentarios.
Días después y al almorzar con su madre en un restaurante, Daniel se dirige a un Dōjō de karate del lugar, Cobra Kai. Una vez dentro, al observar la clase se da cuenta de que el sensei de esta escuela, el excapitán del ejército de los EE. UU. John Kreese (Martin Kove) incita a sus alumnos a actuar en forma agresiva y violenta, y a «Golpear primero, golpear fuerte, sin piedad». Asimismo, se da cuenta de que el alumno más antiguo de esa escuela era nada menos que Johnny y que todos los miembros de su pandilla eran avanzados estudiantes de karate. Johnny se da cuenta de la presencia de Daniel, ante lo cual este último abandona el Dōjō y vuelve con su madre, quién nota que Daniel estaba decepcionado del lugar al que recién se había mudado.
Esa noche, mientras Daniel montaba su bicicleta, es interceptado por la pandilla, quienes lo sacan del camino y lo empujan junto con su bicicleta, cayendo por una pendiente pronunciada y golpeándose duramente, por suerte, Daniel sobrevive de la pendiente pero resulta malherido y su bicicleta ahora estaba muy dañada. Un rato después, logra llegar a su casa con la bicicleta y en un ataque de furia la arroja dentro de un contenedor de basura. Su madre lo observa y ve su herida. Muy preocupada le pregunta a qué se debe todo esto, y él le responde que necesita aprender karate para defenderse, que quiere volver a Nueva Jersey, y también le recrimina a su madre el que se hayan mudado sin preguntarle a él. Tras una puerta se encontraba el señor Miyagi, quien escucha todo lo ocurrido.
Al día siguiente, Daniel se encuentra con Ali en la escuela, pero también se encuentran con los Cobra Kai, por lo que huye del lugar. Ali se da cuenta de ello, quedando desilusionada. Cuando Daniel vuelve a su casa, encuentra su bicicleta completamente reparada, descubriendo que fue Miyagi quién la arregló. Cuando va a su taller para agradecerle, se da cuenta de que el anciano es un experto en la preparación de árboles bonsái. Como Miyagi ve el interés del muchacho, le invita a pasar y le enseña su trabajo.
Daniel transcurre un tiempo evitando encontrarse con Ali porque se siente avergonzado por la situación que le aqueja. Finalmente llega el día de Halloween y decide no asistir a la fiesta de su escuela. Miyagi le expresa su preocupación porque siempre lo ve sólo y le ofrece su ayuda para la fiesta, disfrazándolo como una ducha para que nadie lo reconozca. Una vez en la fiesta Ali se le acerca y ambos bailan y hacen las paces. En eso llega un chico disfrazado de gallina y lanzando huevos, cayéndole uno a Daniel en la cabeza.
Cuando se encontraba en el baño limpiándose, observa a los Cobras disfrazados de esqueletos, pero éstos no lo reconocen, así que decide vengarse. Mientras Johnny estaba preparando cigarros con marihuana en el interior de una caseta del baño, Daniel coloca una manguera sobre él y abre la llave de paso, mojándolo completamente y huyendo inmediatamente del lugar, pero la pandilla lo reconoce y lo persigue, alcanzándolo a pocos metros de su casa y golpeándolo salvajemente. Bobby Brown, uno de los Cobras, le dice a Johnny que ya es suficiente y le exige que deje de golpearlo, pero este no tiene piedad y sigue golpeando a Daniel. Justo cuando estaban a punto de noquear a Daniel, repentinamente aparece el señor Miyagi y todos pelean contra él, pero su karate es muy superior al de ellos y repele todos los ataques con certeros y efectivos golpes, venciéndolos muy fácilmente. Daniel alcanza a observar esto, pero pierde rápidamente el conocimiento.
Cuando logra despertar, ve que se encuentra en el taller del señor Miyagi. Daniel descubre que Miyagi es un experto en karate, por lo que le pide que lo entrene. Miyagi le dice que lo primero que se debe hacer es enfrentar la situación por medio de la razón; esto es, ir al Dōjō Cobra Kai y hablar con el sensei Kreese. Daniel le pide a Miyagi que lo acompañe al día siguiente, y aunque éste se muestra renuente al principio, acepta.
Cuando llegan al Dōjō, Johnny los ve llegar y reconoce a Miyagi, diciéndole al sensei que él los había atacado la noche anterior. Miyagi habla con Kreese y pide que dejen de golpear a Daniel, pero Kreese entiende esto como un desafío e insiste con sus ideas violentas, exigiendo que Daniel y Johnny se enfrenten de inmediato en el Dōjō. Miyagi propone mejor que se enfrenten en un campeonato de karate a realizarse prontamente, y pide que los alumnos de Kreese dejen en paz a Daniel hasta entonces para que pueda entrenar. Kreese acepta el trato, pero advierte que si no se presentan al torneo, ambos serían castigados severamente.
Miyagi lleva a Daniel a su casa, donde promete que lo entrenará y le enseñara sus habilidades de karate, pero antes de comenzar le pide que esté dispuesto a todo lo que le pondrá a hacer sin cuestionarlo. Para sorpresa de Daniel, Miyagi lo hace lavar una gran cantidad de automóviles, pero recalcando en hacer "círculos hacia fuera" con cada mano.
Al poco tiempo Daniel se encuentra con Ali, invitándola a salir. Finalmente una noche se dirigen a un centro de entretenimientos, pero previamente Daniel se avergüenza al darse cuenta de la enorme diferencia socioeconómica entre Ali y él. Esa noche se divierten mucho, dejando entrever que ambos se están enamorando. La espectacular velada juntos queda empañada al momento de retirarse, cuando nuevamente aparecen los Cobras y se burlan de Daniel, ya que ellos iban en auto y a él lo fue a recoger a su madre.
Daniel vuelve a la casa de Miyagi para entrenar, pero esta vez lo hace lijar todo el piso de madera de su casa japonesa, pero esta vez haciendo "círculos hacia adentro" con cada mano. Daniel termina exhausto y debe volver al día siguiente. Esta vez lo hace pintar toda la cerca de su casa, pero esta vez haciendo un movimiento "arriba-abajo" con cada mano. Al otro día vuelve y Miyagi no estaba en casa, pero dejó una nota indicando "Pinta la casa, pero no de arriba a abajo, sino de lado a lado". Esto provocó la ira de Daniel, quien seguía sin entender por qué debía trabajar así en vez de entrenar karate.
Ya entrada la noche Miyagi vuelve a casa y Daniel lo encara sin entender la finalidad de tanto trabajo. Miyagi le ordena que, estando de pie, le muestre los cuatro movimientos aprendidos y luego los perfecciona. Posteriormente y sin aviso le lanza diferentes golpes y Daniel instintivamente los bloquea con los movimientos aprendidos, percatándose que se trataba de movimientos que sirven de base para unos efectivos bloqueos de karate.
Poco después, ambos van a entrenar a la playa. Mientras Daniel se encontraba en el agua, observa a Miyagi practicando la "técnica de la grulla", una patada frontal con salto dirigida a la cara del oponente.
A lo largo de su entrenamiento, Daniel se da cuenta de que el Karate y en general las artes marciales no son un método para pelear, sino que una forma de superarse a sí mismo y a ser mejor persona, por lo que él mismo cambia desarrollando su personalidad y va dejando de lado temores para enfrentarse a la vida.
Después, nuevamente acuerda salir con Ali, por lo que la va a buscar al club de campo donde estaba con sus padres, pero en medio de la cena se ve prácticamente obligada a bailar con Johnny, quien también estaba ahí. Este, al darse cuenta de la presencia de Daniel, trata de sobrepasarse intentando besarla, y Daniel los ve, por lo que se retira furioso, pero tropieza con uno de los meseros, cayendo al suelo y ensuciándose completamente, causando la risa de todos los presentes. Ali furiosa, golpea a Johnny lastimándose la mano, aunque Daniel no se da cuenta de esto, ya que se levanta avergonzado y furioso, y abandona el lugar.
Daniel se dirige donde Miyagi, quien se encontraba completamente ebrio. Daniel se entera de que su maestro estaba conmemorando la muerte de su esposa e hijo años atrás durante el parto, mientras él combatía en la Segunda Guerra Mundial.
Daniel continúa entrenando para el campeonato, perfeccionando cada vez más sus movimientos. La noche anterior al encuentro, Miyagi prepara la celebración del cumpleaños de Daniel y le hace entrega de dos regalos: el karategui que usará en el campeonato y un viejo auto completamente restaurado y operativo. Daniel entonces se dirige al centro de entretenimientos para buscar a Ali. Después de una discusión, ambos hacen las paces y se besan apasionadamente.
Finalmente llega el día del campeonato. Estando en los vestidores, es provocado por los Cobras para que pelee, pero son interrumpidos por un árbitro que calma la situación. Daniel participa en su primer combate, en un principio muy atemorizado. Pero luego sigue los consejos de Miyagi y vence a su oponente. Así va avanzando cada vez más y acercándose a la final. Cuando se inicia el combate de semifinal, su oponente Bobby Brown de Cobra Kai lo lesiona fuertemente en una pierna por órdenes de Kreese, aunque antes de que lo expulsen pide disculpas a Daniel por lo ocurrido. Luego de esto Daniel tiene 15 minutos para presentarse, de lo contrario el finalista será declarado campeón del torneo. Daniel no puede seguir peleando, pero en la enfermería Miyagi le aplica una técnica similar al reiki y lo sana, por lo que pasa a competir en la final.
El combate es nada menos que con su enemigo Johnny Lawrence. Después de un largo combate, llegando el marcador empatado a 2-2 (con 3 puntos se ganaba), Daniel decide aplicar la "técnica de la grulla", logrando vencer a su rival y coronándose como campeón, ganándose el respeto incluso de sus enemigos.

## Reparto
| Personaje              | Actor                 | Descripción personaje |                |               | |
| ---------------------- | --------------------- | --- | -------------- | ------------- | --- |
| Personaje              | Actor                 | Descripción personaje | Daniel LaRusso | Ralph Macchio | El protagonista de la franquicia Karate Kid. Recientemente se mudó a Los Ángeles desde su natal Nueva Jersey y comienza a practicar karate para defenderse. |
| Señor Nariyoshi Miyagi | Noriyuki "Pat" Morita | Un maestro de karate de Okinawa que se desempeñó como profesor de Daniel LaRusso y Julie Pierce, antes de morir en 2011. El Sr. Miyagi sirvió en el Ejército de los EE. UU. luchando en la Segunda Guerra Mundial antes de terminar como hombre de mantenimiento y luego como maestro de karate. |                |               | |
| Ali Mills              | Elisabeth Shue        | Interés amoroso de Daniel y Johnny, y la causa de su rivalidad. |                |               | |
| Johnny Lawrence        | William Zabka         | El antagonista secundario de The Karate Kid . Fue el mejor estudiante del Dōjō Cobra Kai en la década de 1980, dos veces campeón defensor del Campeonato de Karate Sub-18 de All Valley y rival de la escuela secundaria de Daniel, a quien Daniel finalmente derrota en All Valley.             |                |               | |
| Lucille LaRusso        | Randee Heller         | La madre de Daniel, viuda, y suegra de Amanda. Estaba preocupada por cómo Johnny y su pandilla acosaban a Daniel. |                |               | |
| John Kreese            | Martin Kove           | El principal antagonista de The Karate Kid. Sensei de Johnny y cofundador del Dōjō Cobra Kai. Sirvió como veterano de las Fuerzas Especiales en la Guerra de Vietnam antes de abrir el Dōjō Cobra Kai con su mejor amigo, Terry Silver.                                                          |                |               | |
| Freddy Fernández       | Israel Juarbe         | El vecino de Daniel, cuya invitación a una fiesta en la playa para su escuela secundaria lo llevó a conocer a Ali. Después de que Johnny golpea a Daniel durante la fiesta, Freddy lo abandona.                                                                                                  |                |               | |
| Bobby Brown            | Ron Thomas            | Entrenado en el Dōjō de John Kreese, Cobra Kai, y luego se le encargó que dejara a Daniel "fuera de combate" al lesionarle la rodilla, es el mejor amigo de Johnny Lawrence |                |               | |
| Tommy                  | Rob Garrison          | Un amigo de Johnny y el tercer miembro de Cobra Kai en ser derrotado por Daniel. |                |               | |
| Dutch                  | Chad McQueen          | Un amigo de Johnny y un estudiante de Cobra Kai que intimida a Daniel. |                |               | |
| Jimmy                  | Tony O'Dell           | Un amigo de Johnny y estudiante de Cobra Kai que es tranquilo y es el único cinturón marrón del grupo. Fue testigo de cómo Bobby lastimó a Daniel. |                |               | |
| Susan                  | Julie Fields          | La mejor amiga de Ali, a quien no le gusta Daniel y luego se lo ve animando a Daniel. |                |               | |
| Señor Mills            | William Bassett       | El padre de Ali que habla con su hija sobre salir con Daniel en lugar de Johnny. |                |               | |

## Legado: Cobra Kai

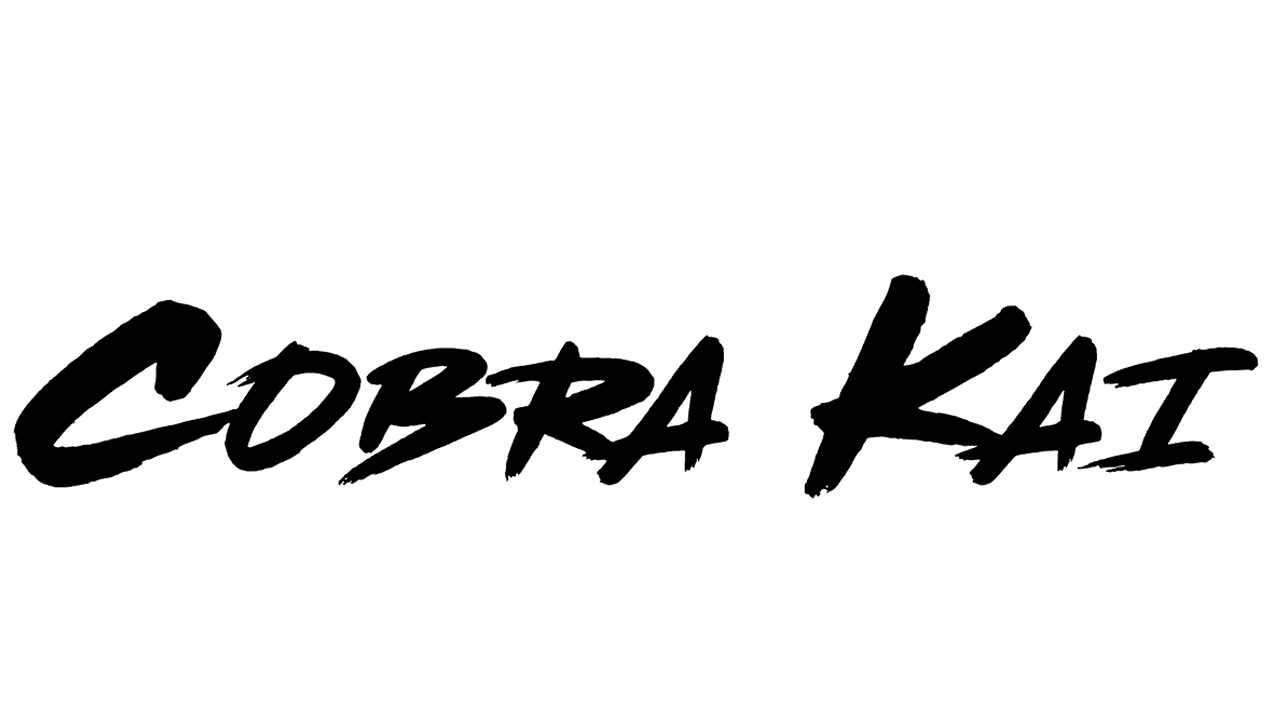

Una serie de televisión estadounidense de comedia dramática de artes marciales y una secuela de las películas originales de The Karate Kid creadas por Robert Mark Kamen.
La serie fue creada por Josh Heald, Jon Hurwitz y Hayden Schlossberg, y es distribuida por Sony Pictures Television. Se estrenó en YouTube Red/YouTube Premium durante las dos primeras temporadas, antes de mudarse a Netflix a partir de la tercera. Está protagonizada por Ralph Macchio y William Zabka, quienes repiten sus papeles como Daniel LaRusso y Johnny Lawrence, respectivamente, de la película de 1984 The Karate Kid y sus secuelas, The Karate Kid Part II (1986) y The Karate Kid Part III (1989). La serie también está protagonizada por Courtney Henggeler, Xolo Maridueña, Tanner Buchanan, Mary Mouser, Jacob Bertrand, Gianni DeCenzo, Peyton List, Vanessa Rubio y Dallas Dupree Young, con Martin Kove y Thomas Ian Griffith también retomando sus papeles de las películas. La serie tiene lugar entre 2018 y 2025.

## Recepción
Karate Kid recibió críticas positivas por parte de la crítica y de la audiencia. En el portal de internet Rotten Tomatoes, la película posee una aprobación de 89 %, basada en 42 reseñas por parte de la crítica, con un consenso que dice: "Absolutamente predecible todo su tiempo, pero cálida, sincera y difícil de resistir, debido en gran parte por la química relajada entre Ralph Macchio y Pat Morita", mientras que de parte de la audiencia tiene una aprobación de 81 %. Las audiencias de CinemaScore le han dado una puntuación de "A" en una escala de A+ a F, mientras que en el sitio IMDb los usuarios le han dado una puntuación de 7,2/10, sobre la base de más de 124 000 votos.

## Estrenos
| País                                                                          | Fecha de estreno                   |
| ----------------------------------------------------------------------------- | ---------------------------------- |
| Alemania                                                                      | Jueves 8 de noviembre de 1984      |
| Argentina                                                                     | Jueves 1 de noviembre de 1984      |
| Australia                                                                     | Jueves 27 de septiembre de 1984    |
| Austria                                                                       | Viernes 9 de noviembre de 1984     |
| Bélgica                                                                       | Miércoles 26 de septiembre de 1984 |
| Belice · Costa Rica · El Salvador · Guatemala · Honduras · Nicaragua · Panamá | Miércoles 31 de octubre de 1984    |
| Bolivia                                                                       | Jueves 29 de noviembre de 1984     |
| Brasil                                                                        | Jueves 25 de octubre de 1984       |
| Chile                                                                         | Viernes 23 de noviembre de 1984    |
| Colombia                                                                      | Jueves 1 de noviembre de 1984      |
| Dinamarca                                                                     | Viernes 9 de noviembre de 1984     |
| Ecuador                                                                       | Miércoles 28 de noviembre de 1984  |
| Egipto                                                                        | Lunes 13 de mayo de 1985           |
| España                                                                        | Viernes 23 de noviembre de 1984    |
| Estados Unidos · Canadá                                                       | Viernes 22 de junio de 1984        |
| Filipinas                                                                     | Miércoles 14 de noviembre de 1984  |
| Finlandia                                                                     | Viernes 16 de noviembre de 1984    |
| Francia                                                                       | Miércoles 26 de septiembre de 1984 |

| País                 | Fecha de estreno                  |
| -------------------- | --------------------------------- |
| Grecia               | Jueves 21 de marzo de 1985        |
| Hong Kong            | Jueves 11 de octubre de 1984      |
| India                | Viernes 31 de julio de 1987       |
| Israel               | Viernes 23 de noviembre de 1984   |
| Italia               | Viernes 26 de octubre de 1984     |
| Jamaica              | Miércoles 10 de octubre de 1984   |
| Japón                | Sábado 8 de diciembre de 1984     |
| Líbano               | Viernes 21 de diciembre de 1984   |
| Malasia              | Jueves 29 de noviembre de 1984    |
| México               | Jueves 1 de noviembre de 1984     |
| Noruega              | Jueves 11 de octubre de 1984      |
| Nueva Zelanda        | Viernes 14 de diciembre de 1984   |
| Países Bajos         | Jueves 27 de septiembre de 1984   |
| Perú                 | Miércoles 31 de octubre de 1984   |
| Portugal             | Viernes 26 de octubre de 1984     |
| Reino Unido Irlanda  | Viernes 31 de agosto de 1984      |
| República Dominicana | Jueves 17 de enero de 1985        |
| Singapur             | Miércoles 26 de diciembre de 1984 |
| Sudáfrica            | Viernes 28 de septiembre de 1984  |
| Suecia               | Viernes 19 de octubre de 1984     |
| Suiza                | Miércoles 3 de octubre de 1984    |
| Tailandia            | Sábado 24 de noviembre de 1984    |
| Taiwán               | Sábado 10 de noviembre de 1984    |
| Uruguay              | Jueves 18 de octubre de 1984      |
| Venezuela            | Miércoles 24 de octubre de 1984   |

## Premios y nominaciones
Premios Óscar
| Año  | Categoría              | Candidato  | Resultado |
| ---- | ---------------------- | ---------- | --------- |
| 1984 | Mejor actor de reparto | Pat Morita | Nominado  |

Premios Globo de Oro
| Año  | Categoría              | Candidato  | Resultado |
| ---- | ---------------------- | ---------- | --------- |
| 1984 | Mejor actor de reparto | Pat Morita | Nominado  |